# Матросов, Юрий Петрович
Юрий Петрович Матросов (9 февраля 1947, д. Синъял-Чурачики, Чебоксарский район Чувашии) — советский и российский живописец, театральный художник и дизайнер, член Союза художников СССР (1986), член Союза чувашских художников.

## Биография
Окончил художественно-графический факультет Чувашского государственного педагогического института им. И. Я. Яковлева (1970). После службы в Советской Армии поступил в архитектурно-строительный отдел проектного института «Чувашсельхозпроект» (1972—1980), занимался изготовлением архитектурных макетов и др. В 1980—1982 был преподавателем Чебоксарской детской художественной школы № 2. В 1982—1987 работал художником-проектировщиком Чувашского предприятия Художественного Фонда РСФСР. Вместе с единомышленниками основал творческую группу «Музей» по созданию и оформлению экспозиций музеев и выставок (1989—1995).
Являлся ответственным секретарем правления Союза художников Чувашии (1987—1989). Как признанный деятель национального искусства, был избран ответственным секретарём, впоследствии председателем правления Союза чувашских художников (1993—1996).
С 1994 трудился главным художником Чувашского государственного академического драматического театра.
С 2000-х, главным образом, живёт и работает в родной деревне, в 23 км от г. Чебоксары. Перестроил родительский дом, создал небольшую творческую мастерскую с хранилищем произведений.

## Творчество
Матросов имеет широкие творческие интересы, он проявил себя в живописи, графике, театрально-декорационном искусстве, декоративно-прикладном искусстве (чеканка, резьба), скульптуре. Важной составляющей творческой деятельности Ю. П. Матросова является традиционная культура, история, фольклор, обычаи, быт.
Первое признание Ю. П. Матросов получил в начале 1970-х, работая в технике чеканки и резьбы по дереву. Художник писал: «Начало выставочной деятельности связано с работой „Застольная“, выполненной в технике резьбы по дереву, которая экспонировалась на Первой зональной выставке произведений молодых художников Горьковской и Ульяновской областей, Марийской, Мордовской, Татарской и Чувашской АССР в Чебоксарах в 1973 г.»
Излюбленный жанр в живописи — романтичный сельский пейзаж, передающий характерные особенности местного холмистого ландшафта с зелеными склонами и полями, наделённый историческими ассоциациями и символическими смыслами. Природа является для художника великим творцом и мудрым учителем.
Значительная часть произведений художника отражает местные культурные традициям, в их композиции органично вписаны фигурки сельчан. Искусствоведы отмечают: «Сквозь гармонию всех деталей ощущается связь времён и поколений, языческая древность и настоящее нашего народа. Подобного воплощения этой темы в чувашской живописи, пожалуй, ещё не было».
Произведения Ю. П. Матросова хранятся и экспонируются в музеях Чувашии, Республики Башкоротостан (Чувашском государственном художественном музее, Чувашском национальном музее, Литературном музее им. К. В. Иванова, Музее «Бичурин и современность» и др.)

## Музейно-выставочные проекты
- Постоянная экспозиция Чувашского республиканского краеведческого музея (ныне Чувашский национальный музей), Чебоксары. 1983;
- Музей охраны леса (1984, с. Шемурша);
- Музей космонавтики А. Г. Николаева (1985, с. Шоршелы);
- Музей Михаила Сеспеля (1984, с. Сеспель).
- Литературный музей им. К. В. Иванова (1990, Чебоксары);
- Мемориальный дом-музей К. В. Иванова (1990, с. Слакбаш, Республика Башкортостан);
- Экспозиция Чувашской Республики на Международной торгово-промышленной выставке (1991, г. Познань, Польша).
- Музей хлеба (1994, с. Батырево);
- Мемориальный музей И. Я. Яковлева (1997, с. Кошки-Новотимбаево, Республика Татарстан).

## Сценография
- «Хÿхĕм хĕрĕн хÿхлевĕ» (Плач девушки на заре) Н. И. Сидорова (1995),
- «Праски кинеми мăнукне авлантарать» (Бабушка Праски внука женит) А. С. Чебанова (1996),
- «Хурăнлă çулпа» (Берёзовый тракт) И. С. Тукташа (1997),
- «Кăвакарчăнпа Сунарçă тата Хура Сухал» (Андрей-стрелок и Марья-голубка) С. Л. Прокофьевой и И. П. Токмаковой,
- «Çÿл тÿпери тăри» (Жаворонок) Ж. Ануя (1999), «Яшши те юратать, ватти те…» (Любви все возрасты покорны) А. К. Большакова (2000),
- «Вун çиччĕре çунать чĕре» (Как молоды мы были) Н. И. Сидорова (2001),
- «Ан çухал, савни!» (Воздушный поцелуй) А. Д. Салынского (2002),
- «Кайри — мала, хур кайăксем» (Прощайте, гуси-лебеди) Н. Т. Терентьева (2003),
- «Туй икерчи» (Свадебные блины) А. А. Волкова (2004)

## Выставки
Основные выставки
1973 — Первая зональная выставка молодых художников. Чебоксары
1980 — Изобразительное искусство Чувашии в ЦДХ. Москва.
1985 — Шестая зональная художественная выставка «Большая Волга». ЧГХМ. Чебоксары.
1997 — «Художник — театр». Чебоксары.
2003 — Девятая региональная художественная выставка «Большая Волга». Нижний Новгород..
Персональные экспозиции:
- Выставка (совместно с Ю. Ю. Ювенальевым). К-тр «Мир». Чебоксары (1980);
- Персональная выставка к 50-летию. Чебоксары (1997);
- Выставка (совместно с Н. М. Балтаевым). Ульяновск (1994);
- Персональная выставка. Музей «Бичурин и современность». (2005, посёлок Кугеси, Чувашия);
- Юбилейная выставка к 70-летию со дня рождения. Музей «Бичурин и современность» (9.02.2017, посёлок Кугеси, Чувашия):

## Звания и награды
Заслуженный художник Республики Башкортостан (1990);
Заслуженный художник Чувашской Республики (1997);
Народный художник Чувашской Республики (2002);
- Премия Комсомола Чувашии имени М. Сеспеля (1986)

Лауреат Государственной премии Чувашской Республики в области литературы и искусства (1999)
Лауреат Республиканского конкурса театрального искусства «Чĕнтĕрлĕ чаршав — Узорчатый занавес» (2000, 2006).